# Waldric
Waldric war der achte Lordkanzler und Siegelbewahrer von England (1102–1107) unter der Regierung von König Heinrich I.